# Emma Steinbakken
Emma Steinbakken, född 10 mars 2003 i Jessheim, är en norsk artist, som har värmt upp för den amerikanska musikgruppen Imagine Dragons och den svenska artisten Zara Larsson. Hon är bland annat känd för låtarna "Not Gonna Cry" (2018), "Without You" (2019) och "Stay With Me" (2020). "Stay With Me" är med på soundtracket till Netflixserien Home for Christmas (norska: Hjem til jul).
Emma Steinbakken blev år 2019 nominerad till årets nykomling på den norska P3 Gull-galan, samt till årets genombrott (populärmusik) på Musikkforleggerprisen år 2020. År 2021 blev hon nominerad till ett Spellemannpris (årets låt), för sin coverversion av rockgruppen Hellbillies låt "Eg gløymer deg aldri" ("Jeg glemmer deg aldri"), som spelades i den norska TV-serien Rådebanks andra säsong, under samma år. År 2023 deltog hon i den trettonde säsongen av TV-programmet Hver gang vi møtes, som sändes på den norska TV-kanalen TV 2 i början av det året. I juni samma år gav hon ut sitt första studioalbum Home, som släpptes via Sony Music Entertainment. Hon blev sedan i slutet av 2023 korad som vinnare av årets artist på P3 Gull-galan.
I april 2024 vann Steinbakken pris för årets genombrott och årets låt på Spellemannprisen, för sin tolkning av Bjørn Eidsvåg-låten "Floden", som hon framförde under sin medverkan i Hver gang vi møtes. Hon blev senare även nominerad till ett Musikkforleggerpris, som då var tillägnat årets upphovsman (populärmusik).